# Joaquín Pontarelli
Joaquín Pontarelli (Esperanza, Provincia de Santa Fe, Argentina; 2 de marzo de 1995) es un futbolista argentino. Juega como delantero y su primer equipo fue Libertad de Sunchales. Actualmente milita en Tamai de la Eccellenza de Italia.

## Trayectoria
Nacido en Esperanza, Joaquín Pontarelli se inició en el club San Lorenzo de esa localidad, para luego sumarse a las divisiones formativas de Unión de Santa Fe. En el tatengue se desempeñó en inferiores de AFA e incluso llegó a jugar en la Reserva, aunque no alcanzó a debutar en Primera División.
A principios de 2016, luego de haber sido dejado libre por el club santafesino, arregló su incorporación a Libertad de Sunchales, equipo que milita en el Torneo Federal A. A mediados de ese año, se desvincula del Cañonero para jugar en All Boys.

## Clubes
| Club                  | País      | Año       |
| --------------------- | --------- | --------- |
| Unión de Santa Fe     | Argentina | 2013-2015 |
| Libertad de Sunchales | Argentina | 2016      |
| All Boys              | Argentina | 2016-2018 |
| Palestrina            | Italia    | 2018-2019 |
| Nerostellati          | Italia    | 2019-2020 |
| Tamai                 | Italia    | 2020-2021 |
| Liventina             | Italia    | 2021      |
| Tamai                 | Italia    | 2021-Act. |

### Estadísticas
- Actualizado al 21 de junio de 2021

| Club                   | Div.                | Temporada           | Liga | Liga | Copa Nacional | Copa Nacional | Copa Internacional | Copa Internacional | Total | Total |
| Club                   | Div.                | Temporada           | PJ   | G    | PJ            | G             | PJ                 | G                  | PJ    | G     |
| ---------------------- | ------------------- | ------------------- | ---- | ---- | ------------- | ------------- | ------------------ | ------------------ | ----- | ----- |
| Libertad (S) Argentina |                     |                     |      |      |               |               |                    |                    |       |       |
| 3.ª                    | 2016                | -                   | -    | -    | -             | -             | -                  | -                  | -     |       |
| Total                  | Total               | -                   | -    | -    | -             | -             | -                  | -                  | -     |       |
| All Boys Argentina     |                     |                     |      |      |               |               |                    |                    |       |       |
| 2.ª                    | 2016/17             | -                   | -    | -    | -             | -             | -                  | -                  | -     |       |
| 2.ª                    | 2017/18             | -                   | -    | -    | -             | -             | -                  | -                  | -     |       |
| Total                  | Total               | -                   | -    | -    | -             | -             | -                  | -                  | -     |       |
| Palestrina · Italia    |                     |                     |      |      |               |               |                    |                    |       |       |
| 5.ª                    | 2018/19             | -                   | -    | -    | -             | -             | -                  | -                  | -     |       |
| Total                  | Total               | -                   | -    | -    | -             | -             | -                  | -                  | -     |       |
| Nerostellati · Italia  |                     |                     |      |      |               |               |                    |                    |       |       |
| 5.ª                    | 2019/20             | -                   | -    | -    | -             | -             | -                  | -                  | -     |       |
| Total                  | Total               | -                   | -    | -    | -             | -             | -                  | -                  | -     |       |
| Tamai · Italia         |                     |                     |      |      |               |               |                    |                    |       |       |
| 5.ª                    | 2020/21             | -                   | -    | -    | -             | -             | -                  | -                  | -     |       |
| 5.ª                    | 2021/22             | -                   | -    | -    | -             | -             | -                  | -                  | -     |       |
| 5.ª                    | 2022/23             | -                   | -    | -    | -             | -             | -                  | -                  | -     |       |
| Total                  | Total               | -                   | -    | -    | -             | -             | -                  | -                  | -     |       |
| Liventina · Italia     |                     |                     |      |      |               |               |                    |                    |       |       |
| 5.ª                    | 2020/21             | -                   | -    | -    | -             | -             | -                  | -                  | -     |       |
| Total                  | Total               | -                   | -    | -    | -             | -             | -                  | -                  | -     |       |
| Total en su carrera    | Total en su carrera | Total en su carrera | -    | -    | -             | -             | -                  | -                  | -     | -     |